# Паткаста уљешура
Паткаста уљешура (лат. Hyperoodon ampullatus) је кит из породице Ziphiidae.

## Распрострањење
Ареал паткасте уљешуре обухвата већи број држава на подручју северног Атлантика. Врста је присутна у Гренланду, Зеленортским острвима, Ирској, Исланду, Канади, Немачкој, Норвешкој, Португалу, Сједињеним Америчким Државама, Уједињеном Краљевству, Француској, Холандији, Шведској и Шпанији.

## Станиште
Станишта врсте су морски екосистеми и субарктичка подручја. Врста је присутна на подручју око острва Гренланд.

## Угроженост
Подаци о распрострањености ове врсте су недовољни.